# آرالوسور
آرالوسور (نام علمی: Aralosaurus) نام یک گونه از تیره هادروسارید است.